# Pediofobia

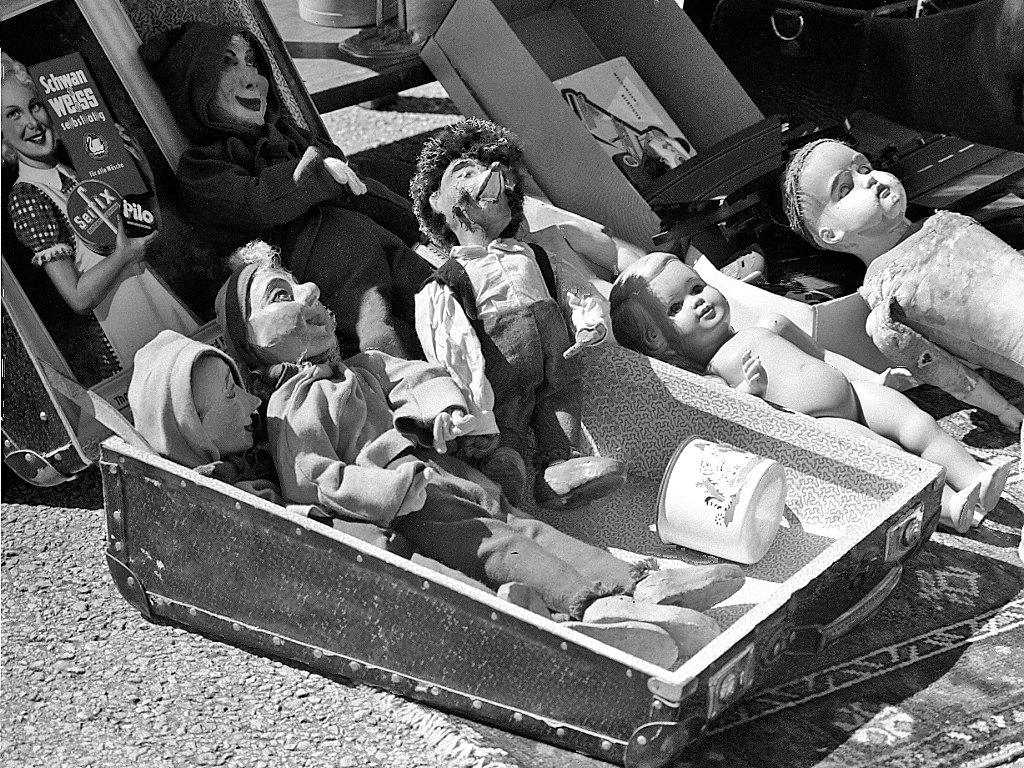
Vecchie bambole

La pediofobia è un tipo di fobia che ha spesso origine nei bambini ma anche nei soggetti adulti.
Nel bambino, può capitare che  questo riveli di avere paura di determinate bambole, che tentino di nasconderle, o che piangano nel vederle.
In questo caso non bisogna forzare il bambino a giocare con queste bambole, ma lasciare che il tutto si risolva con il tempo.
Il comportamento del bambino può essere dovuto a una leggera immaturità emotiva che passerà con il tempo, quindi non c'è bisogno di allarmarsi.
Può succedere che i bambini si spaventino nel vedere i loro personaggi televisivi preferiti in dimensione reale (es. Topolino, Paperino, i Teletubbies, ecc.), il loro comportamento è derivato proprio dalle dimensioni di questo pupazzo, che è generalmente più grande dei loro genitori e quindi un nemico spaventoso. Questa fobia è spesso legata alla coulrofobia (ovvero la paura dei pagliacci).
Anche gli adulti, soprattutto se affetti da questa paura fin da piccoli, temono ancora le bambole, e hanno paura che si muovano o che girino gli occhi verso di loro seguendo i loro movimenti con questi. Nonostante gli adulti capiscano che questa è una paura infondata, non riescono a metterla da parte facilmente.
Per sconfiggere questa fobia vengono utilizzate una serie di bambole a cui il paziente viene esposto, fino ad arrivare a quelle che teme. Una volta completato il trattamento è possibile che la fobia scompaia del tutto, tanto da poter tranquillamente giocare con queste bambole e dormire in loro presenza.